# Bershawn Jackson
Bershawn Jackson (* 8. Mai 1983 in Miami, Florida) ist ein ehemaliger US-amerikanischer Leichtathlet, der im 400-Meter-Hürdenlauf 2005 Weltmeister wurde.
Bershawn Jackson gewann 2002 in Kingston, Jamaika die Bronzemedaille bei den Juniorenweltmeisterschaften und schaffte seinen internationalen Durchbruch in der Sommersaison 2005. Er zählte zum Kreis der Favoriten für den Endlauf bei den Weltmeisterschaften 2005 in Helsinki, obwohl seine US-amerikanischen Konkurrenten James Carter und Kerron Clement stärker eingeschätzt wurden. Carter konnte er im Endspurt niederkämpfen, und Clement war von der ungünstigen ersten Bahn gestartet, so dass er im Finale früh als ernsthafter Konkurrent ausfiel. So gewann Jackson mit der persönlichen Bestzeit von 47,30 s die Goldmedaille.
Bei den Olympischen Spielen 2008 in Peking gewann er mit einer Zeit von 48,06 s die Bronzemedaille hinter Kerron Clement (47,98 s) und Angelo Taylor (47,25 s).
Bei den Weltmeisterschaften 2009 in Berlin gewann der die Bronzemedaille hinter Clement und Javier Culson aus Puerto Rico.
Mit Ablauf der Sommersaison 2018 beendete Jackson seine sportliche Karriere und wollte sich als Jugendtrainer betätigen.
Bershawn Jackson hat bei einer Größe von 1,73 m ein Wettkampfgewicht von 69 kg.

## Persönliche Bestzeiten
- 400 m: 45,45 s
- 400 m Hürden: 47,30 s